# Bahnhof Richmond

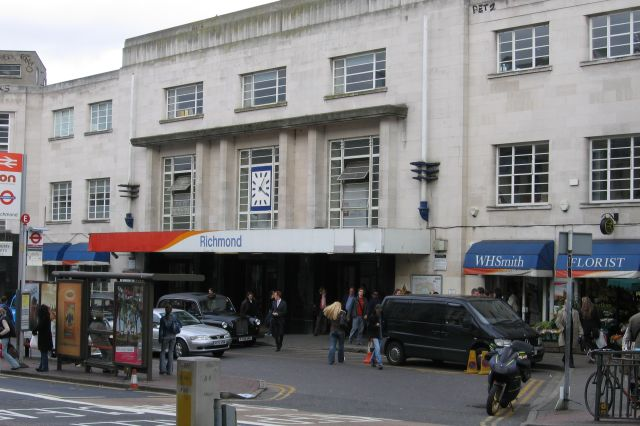
Bahnhofsgebäude

Richmond ist ein Bahnhof im Südwesten Londons, der sowohl von der District Line der London Underground als auch von London-Overground- und South-West-Trains-Zügen angefahren wird. Der Bahnhof im Stadtbezirk London Borough of Richmond upon Thames bildet die südwestliche Endstation der District Line und die westliche Endstation der North London Line. Der Betrieb obliegt South West Trains. Im Jahr 2014 nutzten 8,45 Millionen U-Bahn-Fahrgäste den Bahnhof, hinzu kommen 9,768 Millionen Fahrgäste der Eisenbahn.

## Anlage

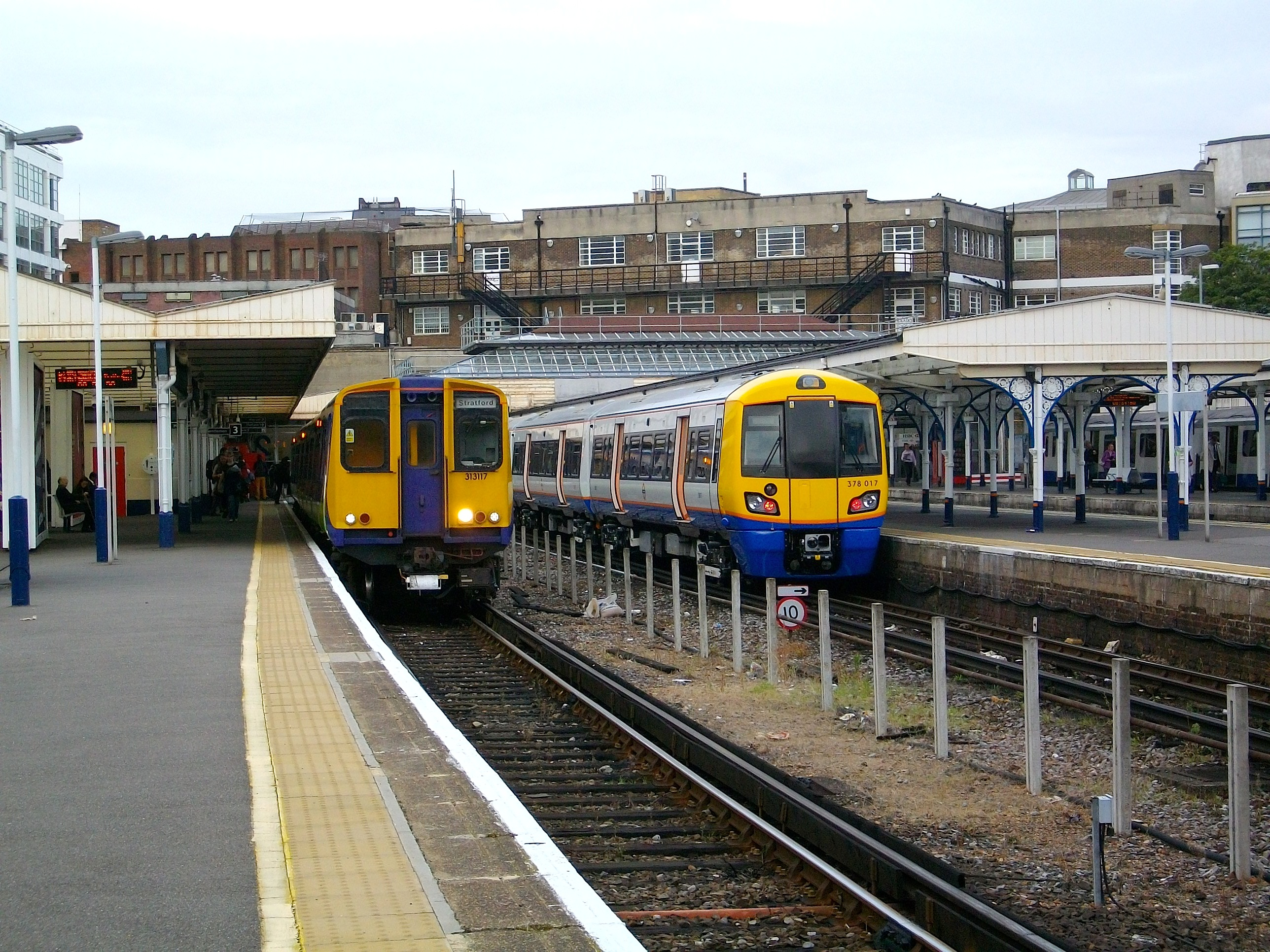
Blick auf den Bahnsteig

Der in der Tarifzone 4 gelegene Bahnhof wurde im Jahr 2013 von 7,95 Millionen U-Bahn-Fahrgästen genutzt, hinzu kommen 9,093 Millionen Fahrgäste der Eisenbahn. Er besitzt vier Gleise mit Kopfbahnsteigen für die hier endenden Linien und zwei durchgehende Gleise für die Züge von South West Trains. Zwischen beiden Bahnhofsteilen befindet sich noch ein Kopfgleis, das allerdings zum südlichen Bahnhofsteil der South West Trains gehört. Obwohl die North London Line und die District Line bis Gunnersbury die Gleise teilen, nutzen beide Linien unterschiedliche Endbahnsteige.

## Geschichte
Eröffnet wurde der Bahnhof am 27. Juli 1846 durch die Richmond and West End Railway (R&WER), als Endstation der von Clapham Junction aus führenden Strecke. Die Windsor, Staines and South Western Railway (WS&SWR) verlängerte die Strecke in Richtung Westen. Beide Gesellschaften fusionierten zur London and South Western Railway (L&SWR).
Die L&SWR eröffnete am 1. Januar 1869 eine Zweigstrecke, die bei der Addison Road (heute Kensington Olympia) begann. Die Strecke führte weiter durch Shepherd’s Bush und Hammersmith über eine heute stillgelegte Verbindungskurve. Es gab auch eine kurze Verbindungsstrecke nach Brentford, die von der North London Railway (NLR) befahren wurde. Vom 1. Juni 1870 bis zum 31. Oktober 1870 verkehrten hier auch Züge der Great Western Railway (GWR) von Paddington über die Gleise der Hammersmith & City Railway und Hammersmith nach Richmond.
Am 1. Juni 1877 nahm die Metropolitan District Railway (MDR; Vorgängergesellschaft der heutigen District Line) eine kurze Strecke zwischen ihrem damaligen Endpunkt Hammersmith und den L&SWR-Gleisen östlich von Ravenscourt Park in Betrieb. Dies erlaubte es der Gesellschaft, Züge über die Strecke der L&SWR nach Richmond verkehren zu lassen. Die Elektrifizierung der Strecke Gunnersbury – Richmond erfolgte am 1. August 1905. Ab dem 3. Juni 1916 verkehrten nur noch MDR-Züge auf der Strecke, nachdem die NLR, die GWR, die Metropolitan Railway und zuletzt die L&SWR sich zurückgezogen hatten.